# کژژووا (شهرستان شویدنگتسا)
کژژووا (به لهستانی:  Krzyżowa) یک روستا در لهستان است که در گمینا شویدنگتسا (استان سیلزی سفلی) واقع شده‌است.
 کژژووا  ۲۲۰ نفر جمعیت دارد و ۲۳۰ متر بالاتر از سطح دریا واقع شده‌است.